# Gene Autry, Oklahoma
Gene Autry är en kommun (town) i Carter County i Oklahoma. Orten hette Berwyn när filmstjärnan Gene Autry flyttade dit men namnet byttes sedan som en hyllning till honom. Vid 2010 års folkräkning hade Gene Autry 158 invånare.